# Renascimento do Harlem

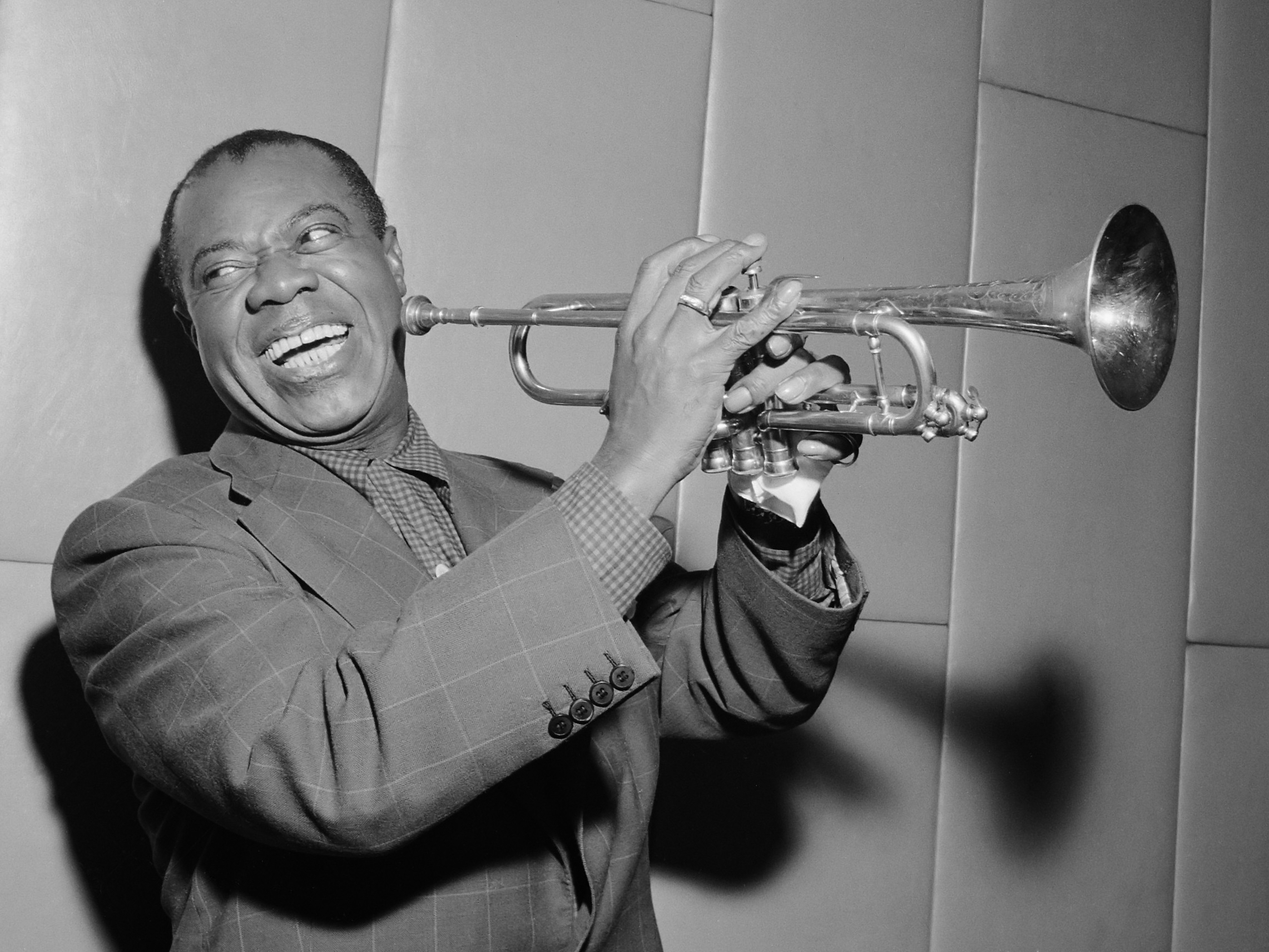
Louis Armstrong, compositor do movimento Harlem

O Harlem Renaissance (Renascimento do Harlem) foi um movimento cultural que se estendeu a década de 1920. Durante o tempo, ele era conhecido como o "New Black Movement" (Novo Movimento Negro), em homenagem a antologia de 1925 de Alain Locke. O movimento também incluiu as novas expressões culturais afro-americanas através das áreas urbanas do Nordeste e Centro-Oeste dos Estados Unidos afetados pela grande migração (afro-americana), dos quais Harlem foi o maior. Apesar de ter sido centrada no bairro Harlem de Manhattan, em Nova York, além disso, muitos escritores negros de colônias africanas e do Caribe que viviam em Paris, também foram influenciados pelo renascimento do Harlem.
O Harlem Renaissance é geralmente considerado ter surgido a partir de cerca de 1918 até meados de 1930. Muitas de suas idéias viveram por muito mais tempo. O auge deste foi "florescimento da literatura Negra", com James Weldon Johnson, entre 1924 (o ano em que Opportunity: A Journal of Negro Life organizou uma festa para os escritores negros onde muitos editores brancos estavam presentes) e 1929 (o ano da queda da bolsa e do início da Grande Depressão).

## Características
- Orgulho racial: Em todos os escritos políticos, no teatro, na arte, na música e na literatura produzida durante esse período, existe uma sensação geral de orgulho na experiência afro-americana. Os políticos e artistas envolvidos no movimento firmaram o compromisso de produzir peças provocativas criadas para desafiar e elevar a raça afro-americana.
- Expressão criativa: Durante o Renascimento de Harlem, houve uma onda de criação artística em todos os campos, incluindo as artes visuais, a literatura e a poesia, a música e a dança, já que todos representavam e davam voz ao pensamento afro-americano.
- Intelectualismo: Alain Locke, o primeiro aluno e professor afro-americano de Harvard, viu o Renascimento de Harlem como uma "emancipação espiritual" para a comunidade afro-americana e como uma oportunidade de remodelar o patrimônio da raça como um intelectual igual aos brancos. O pensamento intelectual buscou desafiar os estereótipos dos afro-americanos durante o desenvolvimento de uma maior valorização para as raízes folclóricas, a cultura e o espiritualismo do passado.

## Legado
O Renascimento do Harlem deixou um legado impressionante de arte, música, dança, literatura, o intelecto, a filosofia, e talvez mais importante, os direitos civis. Embora o Renascimento foi em grande parte, no Harlem, espalhou-se para áreas urbanas em todo o país.
O New Black abraçou a ideologia que a cultura afro-americana não deve ser baseada na europeia/caucasiana. Pelo contrário, o New Black seria um reflexo da cultura negra. O resultado foi uma explosão da arte e da música que nasceu das raízes da África e da escravidão. O Renascimento do Harlem também produziu alguns dos maiores pensadores dos tempos modernos. Com a abolição da escravidão e a discriminação, resultante das leis de Jim Crow, negros americanos deixaram o Sul em massa, fato conhecido nos EUA como a Grande Migração, enquanto outros vieram do Caribe. O seu desejo de uma vida melhor não se limitou a escapar dos preconceitos da supremacia branca, mas sim para incluir e também explorar e desenvolver seu próprio intelecto e talento.

## Notáveis membros

### Dançarinos
- Josephine Baker
- Bill 'Bojangles' Robinson
- The Nicholas Brothers

### Intelectuais
- William Stanley Braithwaite
- Cyril Briggs
- Marion Vera Cuthbert
- W. E. B. Du Bois
- Marcus Garvey
- L.S. Alexander Gumby
- Hubert Harrison
- Leslie Pinckney Hill
- Langston Hughes
- James Weldon Johnson
- Charles Spurgeon Johnson
- S. J. Joyce
- Alain Locke
- Mary White Ovington
- Chandler Owen
- A. Philip Randolph
- Joel Augustus Rogers
- Arthur Schomburg
- Emmett Scott
- Carl Van Vechten
- Walter Francis White
- Marion Thomps

### Autores
- James Baldwin
- Countee Cullen
- Langston Hughes
- Zora Neale Hurston
- Nella Larsen

### Poetas
- Lewis Grandison Alexander
- Gwendolyn Bennett
- Arna Bontemps
- Sterling A. Brown
- Lillian Byrnes
- Joyce Sims Carrington
- Ethel M. Caution
- Anita Scott Coleman
- Joseph Seamon Cotter, Jr.
- Mae V. Cowdery
- Clarissa Scott Delany
- Blanche Taylor Dickinson
- Ruth G. Dixon
- Alice Dunbar-Nelson
- Jessie Redmon Fauset
- Angelina Weld Grimke
- Robert Hayden
- Gladys May Casely Hayford
- Virginia A. Houston
- Langston Hughes
- Mary Jenness
- Georgia Douglas Johnson
- Helene Johnson
- James Weldon Johnson
- Rosalie M. Jonas
- Dorothy Kruger
- Aqua Laluah
- Elma Ehrlich Levinger
- Marjorie Marshall
- Dorothea Mathews
- Bessie Mayle
- Claude McKay
- May Miller
- Isabel Neill
- Effie Lee Newsome
- Richard Bruce Nugent
- Esther Popel
- Anne Spencer
- Margaret L. Thomas
- Eloise Bibb Thompson
- Jean Toomer
- Eda Lou Walton
- Lucy Ariel Williams
- Octavia Beatrice Wynbush
- Kathleen Tankersley

### Músicos e Compositores
- Marian Anderson
- Louis Armstrong
- Ivie Anderson
- Count Basie
- Gladys Bentley
- Eubie Blake
- Lucille Bogan
- George Bueno
- Cab Calloway
- The King Cole Trio
- The Chocolate Dandies
- The Dandridge Sisters and Dorothy Dandridge
- Duke Ellington
- Ella Fitzgerald
- Dizzy Gillespie
- Adelaide Hall
- Roland Hayes
- Fletcher Henderson
- Earl "Fatha" Hines
- Billie Holiday
- Lena Horne
- Charlie Johnson
- James P. Johnson
- Lonnie Johnson
- Moms Mabley
- Pigmeat Markham
- The Will Mastin Trio
- McKinney's Cotton Pickers
- Nina Mae McKinney
- Florence Mills
- Thelonious Monk
- Mantan Moreland
- Jelly Roll Morton
- Ma Rainey
- Nora Douglas Holt Ray
- Cecil Scott
- Noble Sissle
- Bessie Smith
- Mamie Smith
- Victoria Spivey
- William Grant Still
- Billy Strayhorn
- Fats Waller
- Ethel Waters
- Chick Webb
- Bert Williams
- Fess Williams

### Artistas visuais
- Charles Alston
- Henry Bannarn
- Romare Bearden
- Leslie Bolling
- Beauford Delaney
- Aaron Douglas
- Palmer Hayden
- Paul Heath
- Sargent Johnson
- William H. Johnson
- Loïs Mailou Jones
- Jacob Lawrence
- Norman Lewis
- Archibald Motley
- Augusta Savage
- Prentiss Taylor